# Александрия Еърлайнс
„Александрия Еърлайнс“ (междунар. Alexandria Airlines; на арабски: الإسكندرية للطيران) е частна египетска авиокомпания със седалище в Кайро.
Компанията е създадена през август 2006 г., а официално започва дейността си през април 2007 г. „Александрия Еърлайнс“ извършва редовни и чартърни полети до много дестинации в страните от Близкия изток и Персийския залив. Управлява два самолета „Боинг 737“.